# Није него (филм)
Није него је југословенски филм снимљен 1978. године који је режирао Мића Милошевић. Сценарио су написали Мића Милошевић и Љубомир Радичевић према причи Синише Павића. У филму је кориштена музика групе Бијело дугме која је на филмском фестивалу у Пули изгубила од словеначке групе Булдожер награду за најбољу филмску музику.

## Кратак садржај
Професор Херцег бори се са тешкоћама, јер није баш лако како ученицима дозирати знање, а још је теже избјећи мржњу према ученицима, а симпатију према ученицама. Долазак телевизије у школу, анкета о новој школи, ученичке подвале и сличне околности сигурно неће олакшати његов проблем.

## Улоге
| Глумац                   | Улога                      |
| ------------------------ | -------------------------- |
| Велимир Бата Живојиновић | Професор математике Херцег |
| Никола Симић             | Директор Мартиновић        |
| Марко Тодоровић          | Професор Илић              |
| Горан Букилић            | Марко Лукић                |
| Љиљана Крстић            | Маркова мајка              |
| Павле Вуисић             | Марков отац                |
| Ружица Сокић             | Професорка географије      |
| Данило Бата Стојковић    | Будић — Буда Филаделфија   |
| Људмила Лисина           | Професорка руског језика   |
| Мирјана Коџић            | Госпођа Агатоновић         |
| Радмила Радовановић      | Госпођа Маргарита          |
| Боро Стјепановић         | Професор музичког          |
| Весна Малохоџић          | Професорка физике          |
| Миодраг Крстовић         | Стефан Павловић            |
| Предраг Тасовац          | Глумац                     |
| Звонимир Шимунец         | Пера                       |
| Мића Орловић             | Мића Орловић               |
| Јован Ристић             | ТВ редитељ                 |
| Божидар Павићевић        | Чемерикић                  |
| Зорица Томић             | Близнакиња 1               |
| Мирјана Бобић Мојсиловић | Близнакиња 2               |
| Бора Ђорђевић            | Певач                      |
| Бијело дугме             | Група                      |
| Радмила Гутеша           | Професорка филозофије      |
| Драгица Новаковић        |                            |
| Богић Бошковић           |                            |
| Бошко Кузмановић         |                            |